# Holliston
Holliston – miasto w Stanach Zjednoczonych, w stanie Massachusetts, w hrabstwie Middlesex.